# Incontri con menti straordinarie
Incontri con menti straordinarie è una raccolta di cinquanta incontri-interviste dello scrittore e matematico Piergiorgio Odifreddi con importanti esponenti di discipline scientifiche.
Nel libro, essi sono raggruppati in cinque categorie.
| Categoria        | intervistati |
| ---------------- | --- |
| Economisti       | Kenneth Arrow, Gary Becker, Daniel Kahneman, John Nash, Paul Samuelson, Myron Scholes, Amartya Sen, Robert Solow, Michael Spence, Joseph Stiglitz                        |
| Medici e biologi | Christian de Duve, Renato Dulbecco, David Hubel, Rita Levi-Montalcini, Marshall Nirenberg, Richard Roberts, Bengt Samuelsson, Hamilton Smith, Craig Venter, James Watson |
| Chimici          | Paul Crutzen, Carl Djerassi, Manfred Eigen, Richard R. Ernst, Dudley Herschbach, Roald Hoffmann, Harold Kroto, Kary Mullis, Ilya Prigogine, Frederick Sanger             |
| Fisici           | Hans Bethe, Val Fitch, Riccardo Giacconi, Sheldon Lee Glashow, Brian Josephson, Robert Laughlin, Carlo Rubbia, Charles Hard Townes, John Wheeler, Chen Ning Yang         |
| Matematici       | Michael Atiyah, Enrico Bombieri, Alain Connes, Benoît Mandelbrot, Shigefumi Mori, David Mumford, Jean-Pierre Serre, Stephen Smale, Andrew Wiles, Edward Witten           |

## Edizioni
- Piergiorgio Odifreddi, Incontri con menti straordinarie, Longanesi, 2006,  p. 390, ISBN 88-304-2346-7.